# Treinta y ocho
El treinta y ocho (38) es el número natural que sigue al treinta y siete y precede al treinta y nueve.

## Matemáticas
- Es un número compuesto, que tiene los siguientes factores propios: 1, 2 y 19. Como la suma de sus factores es 22 < 38, se trata de un número defectivo.
- Un número semiprimo.
- Número libre de cuadrados.

## Química
- 38 es el número atómico del estroncio (Sr).

## Astronomía
- Objeto astronómico del catálogo Messier M38 es un cúmulo abierto en la constelación Auriga.
- Objeto astronómico del Nuevo Catálogo General NGC 38  es una galaxia espiral localizada en la constelación de Piscis.

- Datos: Q600809
- Multimedia: 38 (number) / Q600809